# Knutkörvel
Knutkörvel (Torilis nodosa) är en växtart i släktet rödkörvlar och familjen flockblommiga växter.

## Underarter
Två erkända underarter finns:
- T. n. nemoralis
- T. n. nodosa

## Utbredning
Knutkörveln är inhemsk i stora delar av Europa, Asien och Nordafrika. Den har även introducerats i Nord- och Sydamerika. Den förekommer tillfälligt i Sverige, men reproducerar sig inte.